# لاريسا مارولت
لاريسا أنتونيا مارولت (بالألمانية: Larissa Marolt)‏ (ولدت في 10 يوليو 1992 في كلاغنفورت) عارضة أزياء وممثلة نمساوية. الفائزة في النسخة الأولى من مسابقة النمسا نكست توب موديل. كما شاركت في النسخة الرابعة من ألمانيا نكست توب موديل، حيث حلت في المركز الثامن.

## روابط خارجية
- لاريسا مارولت على موقع IMDb (الإنجليزية)
- لاريسا مارولت على موقع قاعدة بيانات الفيلم (الإنجليزية)
- لاريسا مارولت على موقع دليل عارضات الأزياء (الإنجليزية)